# Mai Yamamoto
Pour les articles homonymes, voir Yamamoto.
Mai Yamamoto (山本 麻衣, Yamamoto Mai), née le 23 octobre 1999 dans la préfecture de Hiroshima, est une joueuse japonaise de basket-ball.

## Biographie
Mai Yamamoto est finaliste du Championnat d'Asie féminin de basket-ball des moins de 18 ans 2016 (en).
Elle est membre de l'équipe japonaise de basket-ball à trois qui dispute les Jeux olympiques de Tokyo.